# Vipio piceipectus
Vipio piceipectus är en stekelart som beskrevs av Henry Lorenz Viereck 1905. Vipio piceipectus ingår i släktet Vipio och familjen bracksteklar. Inga underarter finns listade i Catalogue of Life.